# Grzegorz Zybajło
Grzegorz Zybajło (białorus. Рыгор Зыбайла, Ryhor Zybajła; ur. w 1913 na ziemiach białoruskich w Imperium Rosyjskim, zm. w 1987 w ZSRR) – białoruski wojskowy i działacz narodowy.
Z wykształcenia był inżynierem leśnictwa. Służył w Wojsku Polskim jako podoficer. Brał udział w wojnie obronnej 1939 r., w czasie której dostał się do niewoli niemieckiej. Po zwolnieniu próbował nielegalnie przedostać się do Białoruskiej SRR, ale został aresztowany. W 1940 r. został zwerbowany przez NKWD do rozbicia białoruskich środowisk niepodległościowych, miał pseudonim "Ёлкін". Przed atakiem wojsk niemieckich na ZSRR 22 czerwca 1941 r., podjął współpracę z Abwehrą. Pod koniec 1941 r. został kierownikiem Białoruskiej Samopomocy Ludowej w okręgu słonimskim. Od lipca 1943 r. był zastępcą przewodniczącego Samopomocy. Od marca 1944 r. był naczelnikiem Białoruskiej Obrony Krajowej w okręgu głubockim. Jednocześnie działał w konspiracyjnej Białoruskiej Partii Niepodległościowej. Pod koniec czerwca tego roku uczestniczył w II kongresie wszechbiałoruskim w Mińsku, po czym natychmiast ewakuował się do Niemiec. Pod koniec 1944 r. w stopniu starszego lejtnanta wstąpił do nowo formowanej 30 Dywizji Grenadierów SS. Zdezerterował na stronę francuskich partyzantów. Po zakończeniu wojny przebywał w amerykańskim obozie jenieckim. 1 czerwca 1946 r. został aresztowany w Berlinie przez sowieckich funkcjonariuszy SMIERSZ-a i deportowany do ZSRR. Po procesie skazano go 21 marca 1947 r. na karę 10 lat pozbawienia wolności. Po wypuszczeniu na wolność mieszkał aż do śmierci na Białorusi. Są też 2 inne wersje jego powojennych losów. Według pierwszej wersji próbował dostać się do II Korpusu Polskiego gen. Władysława Andersa. Jednakże przy kontroli dokumentów przez ośrodek kontrwywiadowczy korpusu w Marsylii została znaleziona jego fotografia w mundurze lejtnanta Białoruskiej Obrony Krajowej, wskutek czego miało nastąpić jego aresztowanie, chociaż nie wiadomo, co było dalej. Druga wersja mówi, że przechodził tajny kurs w szpiegowskiej szkole w celu przerzucenia go na Białoruś. Tam miał być aresztowany przez Sowietów i skazany na karę 25 lat łagrów.